# Marlboro
A Marlboro az egyik legnagyobb forgalmú és legismertebb cigarettamárka világszerte.
A Marlborot az Amerikai Egyesült Államokon belül a Philip Morris USA (az Altria konglomerátum része) gyártja. Az USA-n kívül minden más országban a Philip Morris International gyártja és forgalmazza. A márka köztéri hirdetőtáblákon megjelenő reklámai széles körben ismertek, csak úgy, mint briliánsnak tartott reklámkampánya, a Marlboro Man. Az 1954 és 1999 között futó marketingkampány a nőiesnek gondolt szűrős cigarettákat pozícionálta át férfiak által is ismert és fogyasztott termékké, hatalmas piaci sikert hozva ezzel a Marlboronak. A márka szponzorként az autósportokban is régóta ismert.
A világ legnagyobb Marlboro cigarettákat gyártó létesítménye a Virginia állambeli Richmondban található.

## Története
Philip Morris londoni cigarettagyáros 1902-ben hozta létre New York-i leányvállalatát, hogy Amerikában is árusítsa cigarettáit, beleértve a Marlborot is. 1924-től a Marlborot női cigarettaként reklámozták, a "Mild As May" ("a lehető leggyengébb") szlogent felhasználva.
Egészen a második világháborúig ez volt a Marlboro fő reklámstratégiája. A világháború alatt a szállítások szüneteltek és a Marlboro eltűnt az amerikai piacról.
Az 1950-es években a Reader's Digest magazin cikksorozatot közölt, melyben a tüdőrák kialakulását kapcsolatba hozta a dohányzással. Válaszul a Philip Morris és a többi cigarettagyártó vállalat piacra dobta a filteres cigarettát. Az új, filteres Marlborot 1955-ben vezették be.
A Marlboro elnevezés a londoni Great Marlborough Street utcanévből ered, a cég londoni gyárának címe után.
A Human Rights Watch 2010-ben készült jelentése szerint a Marlboronak szállító kazahsztáni dohány ültetvényeken 10 év körüli gyerekmunkások dolgoznak; a növényvédőszerek és a növényből bőrükön át felszívódó nikotin, valamint a visszaélések miatt igen nehéz körülmények között. A jelentésre reagálva a Marlboro bejelentette, hogy megváltoztatná felvásárlási szabályait.

## Választék
- Marlboro Red (Full Flavor) – Piros: Kings, 100s és 72mm-es doboz
- Marlboro Medium: Kings és 100s
- Marlboro Lights: Kings, 100s, és 72mm-es doboz (az Európai Unióban Marlboro Gold néven)
- Marlboro Ultra Lights: Kings és 100s (az Európai Unióban Marlboro Silver néven)
- Marlboro Menthol: Kings, 100s, és 72mm-es doboz
- Marlboro Menthol Lights: Kings és 100s
- Marlboro Menthol Ultra Lights: Kings és 100s
- Marlboro Menthol Milds: Kings, 100s, és 72mm-es doboz
- Malboro: Gold touch
- Malboro: Silver
- Marlboro: Gold Touch: Black 20 cigarettes
- Marlboro: Core Flavour
- Marlboro: Core touch
- Marlboro: Fuse Beyond (Duplapattintós)
- Marlboro: Vibe Beyond (Duplapattintós)
- Marlboro Gold: 100's

## Reklámkampányok

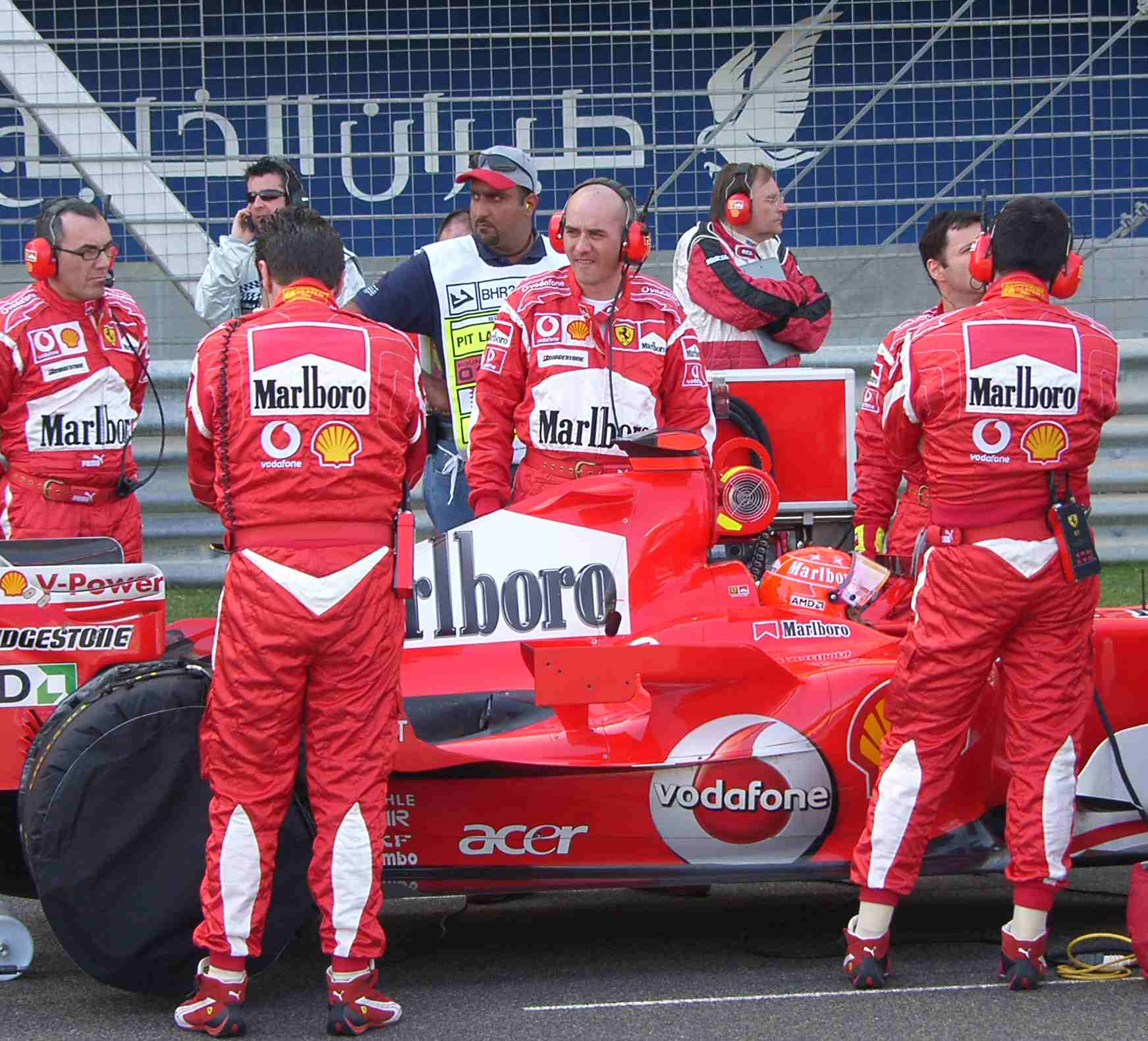
Marlboro reklámok a Ferrari Formula–1-csapatnál a 2006-os Bahreini Nagydíjon.

A "Mild as May" volt az a kampány, amiben a Marlboro még füstszűrő nélkül szerepelt. A nőknek szánt terméken szerepelt Mae West aláírása.
A Marlboro cigaretták egyik fajtája ebben az időben piros véggel volt kapható, így nem látszott meg rajta a nők rúzsfoltja.
A korai 1960-as években a Philip Morris reklámügynöksége, a Leo Burnett megálmodta a "Marlboro Country"-t (magyarul: "Marlboro ország"), és "Marlboro Man"-t, a cowboyt. Ez a figura nagy sikert hozott, és a kampány kezdete után 5000%-kal nőtt a Marlboro cigaretták eladási mutatója.
A Marlboro ezenkívül ismert szponzora a motorsportnak. A Penske autók az IRL Indycar szériájában Marlboro felirattal és színben indultak. A Formula–1-ben ma a Ferrari szponzora, előtte számos évig a McLaren csapatot támogatta. Ezen kívül egyes versenyzőket is támogatott, Marlboro World Championship Team néven. Számos pilóta neve szinte összeolvad a márkával, többek között ilyen Jenson Button is, aki az 1999-es Formula–3-as szezonjában volt a Marlboro támogatottja. A Peugeot World Rally csapata is a Marlboro jelvényeit reklámozta autóin. A 2000-es évek közepétől egyre több országban kezdték tiltani a dohány reklámokat, ezért a Ferrari csapata a Marlboro logót egy vonalkódra cserélte, melyet a 2011-es idényig használtak.